# Ionel Lupu

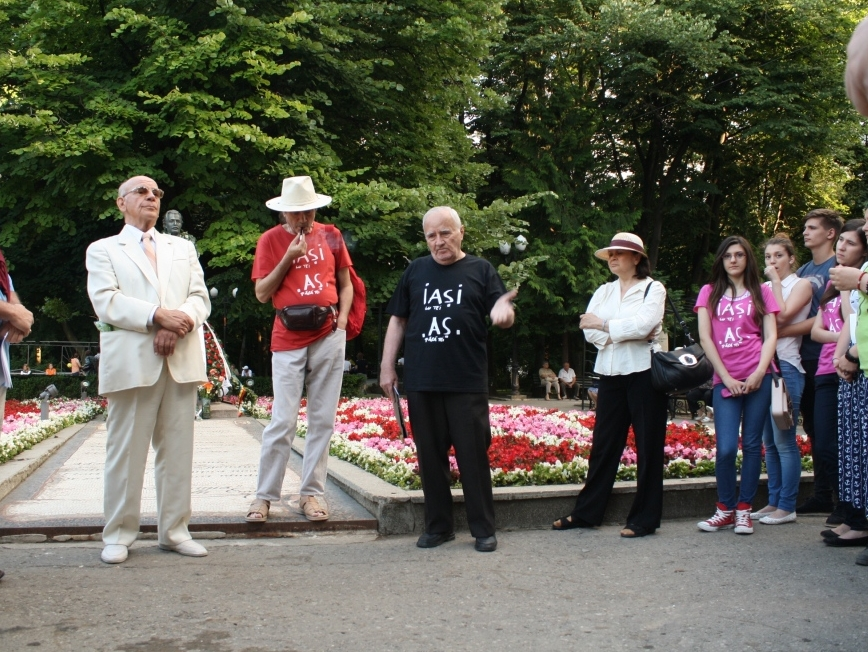
Ionel Lupu (al treilea de la stânga către dreapta), alături de Mandache Leocov și Liviu Antonesei. Aniversarea celui de-al treilea tratament dendrologic al Teiului lui Eminescu (iunie 2014).

Ionel Lupu (n. 1934, satul Ciohorăni, fost Comuna Miroslovești județul Iași – d. 5 august 2016, Iași) a fost un dendrolog român și director adjunct al Grădinii Botanice din Iași. Prin întreaga sa activitate, acesta a dezvoltat semnificativ domeniul dendrologiei în context universitar ieșean dar și național.
Inginer silvic și doctor în geo-botanică, Președinte al Asociației Dendro-Ornamentale ”Anastasie Fătu” și membru al Grupului Academic din Iași, Lupu a devenit ulterior pensionării o personalitate marcantă pentru acțiunile de protejare a mediului din România. Acțiunile sale au contribuit la câștigarea unor distincții publice, precum Premiul Oamenii Timpului (ediția 2014), Premiul pentru IMPACT și Premiul al II-lea la secțiunea 'Comportament civic și participare publică' (Gala Societății Civile, 2015).

## Biografie și parcurs profesional
Ionel Lupu s-a născut în satul Ciohorăni, Miroslovești, județul Iași. În urma absolvirii Facultatății de Silvicultură și Exploatări Forestiere din Brașov și după șapte ani petrecuți la Ocolul Silvic Pașcani, a fost repartizat, în urma unui concurs, la Sectorul Dendrologic al Grădinii Botanice din Iași (15 august 1967). Deși familia l-ar fi îndrumat spre un parcurs profesional diferit (în medicină sau avocatură), Lupu își amintește de vocația sa timpurie pentru arboricultură, la fel cum își amintește și de finalizarea studiilor în Brașov cu "lacrimi în ochi. Mi-a părut rău că n-am rămas repetent un an, ca să mai prelungesc perioada aceea".
De-a lungul carierei sale în cadrul Grădinii Botanice din Iași, Lupu s-a ocupat de sectorul dendrologic într-o perioadă în care instituția universitară ieșeană gestiona un teren în mare parte viran: "avea un aspect de ... maidan. Erau vreo două mii de lăcașuri individuale de tragere, folosite de unitățile militare din Iași. A fost nevoie de multă muncă, dar Universitatea a trimis un buldozer să niveleze terenul ... În mijlocul sectorului dendrologic a existat o fermă zootehnică, iar în extremitatea sudică, bucăți de pământ ars aminteau de o veche fabrică de cărămidă". Prin urmare, Lupu a fost responsabil de numeroasele plantații noi de tei, carpen, fag, stejar, plop tremurător și paltin, originare de pe dealul Repedea, de la Poieni, din Codrii Pașcanilor, din comuna Sirețel, dar și folosind semințe de arbori exotici furnizate de cele peste 500 de grădini botanice din lume cu care instituția ieșeană a colaborat. De asemenea, Lupu a publicat (1988), alături de Mandache Leocov, Emilian Țopa, Ion Sârbu, Rodica Rugină și Corneliu Tăbăcaru, lucrarea de referință 'Ghidul Grădinii Botanice', contribuind la lărgirea sferei de relații a instituției universitare cu alte grădini botanice din lume. Responsabil cu plantarea a peste 10.000 de arbori, botanistul își aduce aminte de câteva exemplare remarcabile, printre care un plop eurasiatic care în 35 de ani s-a dezvoltat accelerat, producând o tulpină groasă cât a unuia de 70 de ani, sau de un stejar spaniol – Quercus iberica – care într-un an "a rodit cam jumătate de kilogram de ghindă. Am dat câteva semințe la catalogul Grădinii Botanice, pentru a fi trimise la alte grădini".
Astăzi, Grădina Botanică din Iași acoperă o suprafață de aproximativ 100 de hectare, fiind una din cele mai mari din Europa.

## Implicare civică
Ulterior pensionării, în calitate de Președinte al Asociației Dendro-Ornamentale "Anastasie Fătu" din Iași, Lupu a inițiat o serie de proiecte importante, printre care inventarierea arborilor monument din regiunea Moldovei (în colaborare cu Agenția pentru Protecția Mediului, Iași), organizarea celui de-al treilea tratament dendrologic al Teiului lui Eminescu, tratarea ansamblului de arbori monument "Plopii fără Soț", sau editarea unui regulament științific pentru îngrijirea corectă a arborilor urbani din România. De asemenea, în calitate de membru al Grupului Academic din Iași  și colaborator al grupului de inițiativă civică "Iașul Iubește Teii" , Lupu a elaborat o serie de rapoarte științifice independente, abordând critic o serie de proiecte ale municipalității din Iași, precum tăierea teilor de pe Bd. Ștefan cel Mare și Sfânt (februarie 2013), proiectul parcării subterane de la Teatrul Național din Iași, sau marcarea silvică a sute de arbori în cartierul Copou și Parcul Expoziției din Iași. De asemenea, Lupu este unul dintre inițiatorii proiectului de replantare a teilor pe Bd. Ștefan cel Mare și Sfânt din Iași, propunere supusă ulterior de Primăria din Iași unei consultări publice extraordinare, unde 93.66 % (13,347) din voturile exprimate au fost în favoarea proiectului.
Ionel Lupu a fost descris ca ”sufletul” mișcărilor civice dedicate apărării mediului și patrimoniului natural din Iași, fiind considerat unul dintre dintre „puținii experți reputabili din România care a fundamentat științific numeroasele studii și evaluări dendro-biologice care au fost cruciale” pentru atingerea scopurilor celor mai importante proiecte ale societatății civile ieșene în perioada 2013-2016.

## Distincții
Activitățile de voluntariat științific ale lui Lupu, realizate în colaborare cu Grupul Academic din Iași și grupul de inițiativă civică 'Iașul iubește teii' au contribuit la câștigarea unui număr de premii și distincții civice care ulterior i-au fost dedicate, printre care Premiul Oamenii Timpului (ediția 2014), Premiul pentru IMPACT și Premiul al II-lea la secțiunea 'Comportament civic și participare publică', ultimele două în cadrul celei de-a XIII-a ediții a Galei Societății Civile (2015).. De asemenea, Ionel Lupu a fost declarat cetățean de onoare al comunei Miroslovești din județul Iași.